# János Lázok
János Lázok (* 4. Oktober 1984 in Elek) ist ein ungarischer Fußballspieler. Seit dem 30. August 2012 spielt Lázok für den ungarischen Erstligisten Paksi FC.

## Karriere

### Im Verein
János Lázok ist ein 1,83 Meter großer Offensivspieler, der sowohl als rechter und linker Außenstürmer, als auch als hängende Spitze im Mittelfeld agieren kann. Er spielte bis 2004 bei Gyulai FC, bevor sein Talent höherklassig entdeckt wurde und er von Békéscsaba 1912 Elöre SE verpflichtet wurde. Anfänglich Stammspieler, bestritt Lázok jedoch letztendlich nur 12 Spiele, sodass er zur nächsten Saison zu Vasas Budapest ging. Beim Verein aus der ungarischen Landeshauptstadt war er vier Jahre lang Stammspieler und empfahl sich deshalb auch für MTK Budapest, von dem er im Februar 2010 für ein halbes Jahr leihweise verpflichtet wurde. Für den Verein bestritt er jedoch nur 14 Spiele, sodass er am Saisonende zu Vasas zurückkehrte.
Nach der Saison 2010/11 war Lázok für kurze Zeit vereinslos, ehe er im September 2011 vom MSV Duisburg verpflichtet wurde. Hier debütierte er am 17. September 2011 (8. Spieltag) gegen den 1. FC Union Berlin in der Startelf und wurde nach 70 Minuten durch Maurice Exslager ersetzt. Nach dem Ende der Saison 2011/12 wechselte er ablösefrei zum ungarischen Erstligaaufsteiger MTK Budapest, von wo er jedoch am 30. August ebenfalls ablösefrei an dessen Ligakonkurrenten Paksi FC weiter transferiert wurde.

### In der Nationalmannschaft
Lazók debütierte am 29. Mai 2010 im Heimspiel gegen Deutschland, als er in der 88. Minute für Vladimir Koman eingewechselt wurde. Seinen zweiten und bisher letzten Länderspieleinsatz hatte er am 5. Juni 2010 auswärts gegen die Niederlande, diesmal als Einwechselspieler in der 77. Minute für Szabolcs Huszti.